# Goblin (banda)
Goblin é uma banda italiana de rock progressivo que se notabilizou ao fazer a trilha sonora de filmes de terror do diretor Dario Argento, como Prelúdio Para Matar (1975) e Suspiria (1977).
Inicialmente seu nome era Cherry Five, e tinha suas maiores influências em Genesis e King Crimson. Seus primeiros trabalhos geraram um curioso recorde no rock progressivo. A banda então foi chamada para substituir o compositor Giorgio Gaslini na trilha de Prelúdio Para Matar. Nesse ínterim mudaram o nome para Goblin e reescreveram praticamente toda a trilha, incluindo o popular tema principal. O filme e a trilha sonora são cults até hoje.
Nesse embalo, gravaram seu álbum de progressivo Roller, e trabalharam com Argento novamente, fazendo a trilha de seu filme mais popular, Suspiria. As trilhas nervosas, as experimentações mais eletrônicos e os vocais bizarros tornaram-se legendários. Fizeram também a trilha de O Despertar dos Mortos (1978), de George Romero.
Apesar da visibilidade, a banda aos poucos foi sendo desmantelada. A linha dos membros vai mudando enquanto os anos 80 começam, embora tenham feito outras trilhas para Argento, como Mansão do Inferno (1980) e Tenebre (1982, e dessa vez, já não creditados mais como Goblin). Hoje fazem esporádicas reuniões e relançam CDs (como Daemonia de 2000), que fazem relativo sucesso.